# Muziris calvipalpis
Muziris calvipalpis là một loài nhện trong họ Salticidae.
Loài này thuộc chi Muziris. Muziris calvipalpis được Ludwig Carl Christian Koch miêu tả năm 1867.